# Ioshkar-Ola (huyện)
Huyện Ioshkar-Ola (tiếng Nga: ? райо́н) là một huyện hành chính tự quản (raion), của Cộng hòa Mari El, Nga. Huyện có diện tích 10 kilômét vuông, dân số thời điểm ngày 1 tháng 1 năm 2000 là 249200 người. Trung tâm của huyện đóng ở Ioshkar-Ola.